# Babsk (województwo łódzkie)

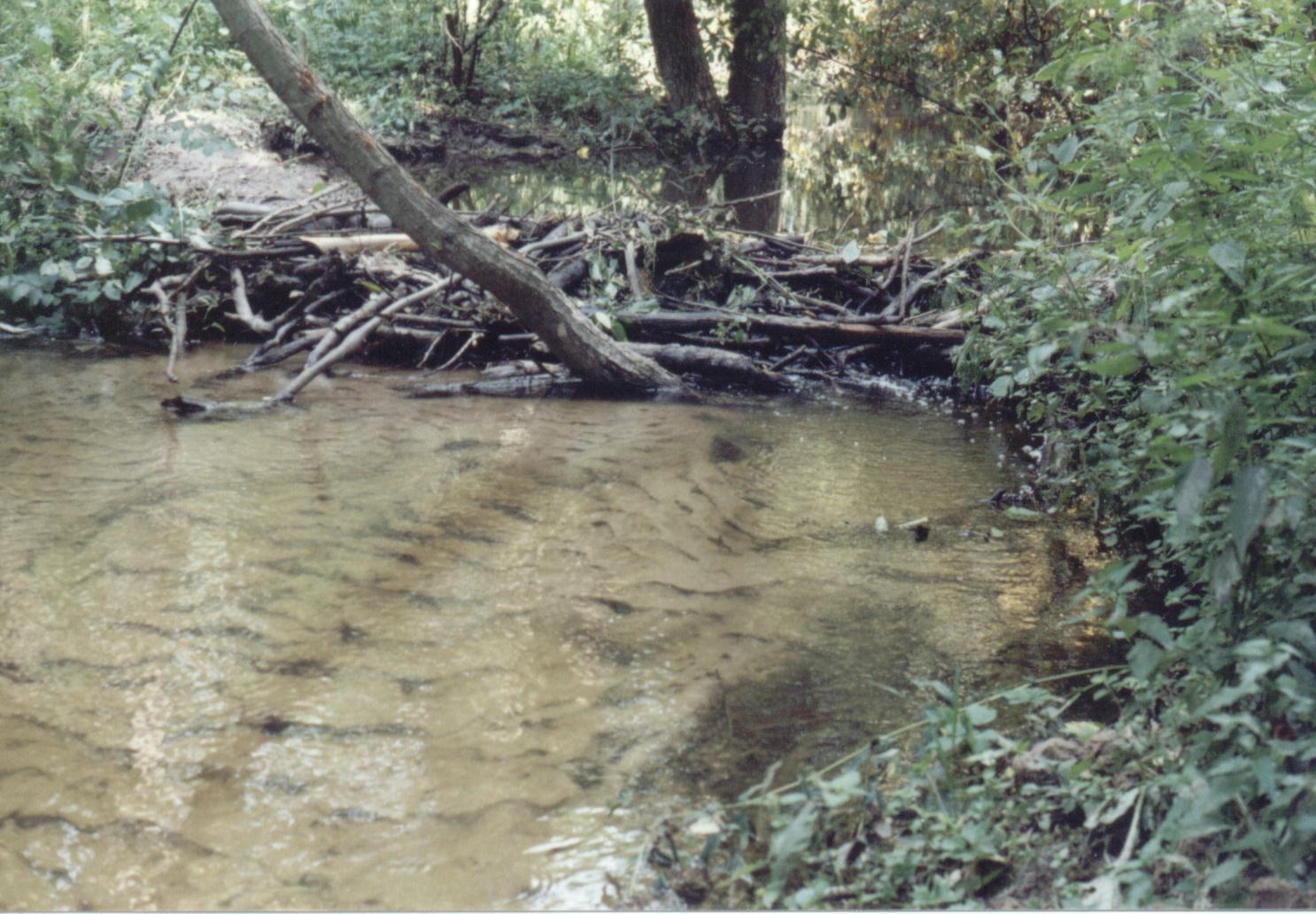
Przepływający przez Babsk strumień

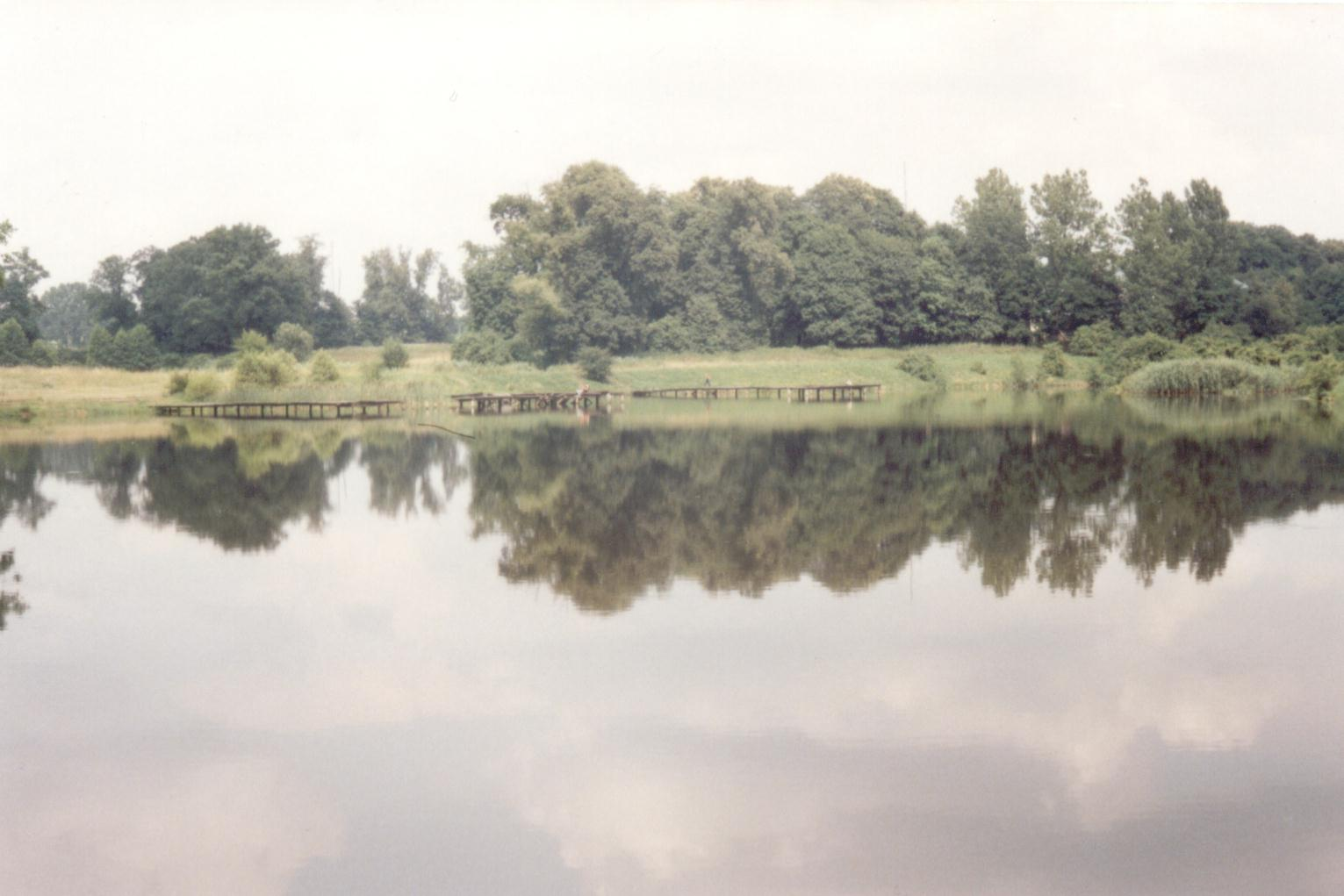
Zalew w Babsku

Babsk – wieś w Polsce, położona w województwie łódzkim, w powiecie rawskim, w gminie Biała Rawska.

## Położenie
Babsk leży na Równinie Łowicko-Błońskiej, w północno-wschodniej części województwa łódzkiego, przy międzynarodowej drodze ekspresowej S8 Warszawa – Katowice (tzw. Gierkówce), w odległości ok. 65 km na południowy zachód od stolicy i 220 km. na północny wschód od Katowic. Odległość od stolicy województwa – Łodzi to także ok. 65 km. 
Najbliższymi miastami są odległe o ok. 10 km Rawa Mazowiecka (siedziba powiatu) i Biała Rawska (siedziba gminy). Stolica dawnego województwa – Skierniewice leżą ok. 40 km na północny zachód od wsi.
Tereny wokół Babska mają charakter równinny, zaś osada leży na wysokości ok. 140–150 m n.p.m.
Od strony północno-zachodniej osadę otacza kompleks leśny, w skład którego wchodzi rezerwat przyrody Babsk. Z innych stron otoczenie stanowią głównie pola uprawne.
Około 1,5 km na zachód od wsi przepływa rzeka Białka.

## Informacje ogólne
Babsk zamieszkuje niespełna 600 mieszkańców. Latem jest obserwowany napływ letników.
Od lat 90. XX wieku w osadzie osiedliło się wielu nowych mieszkańców, często pochodzących z Warszawy. Korzystne połączenie komunikacyjne ze stolicą sprawia, iż ludzie przemieszczają się między mieszkaniami w tych dwóch miastach, choć z formalnego punktu widzenia pozostają zwykle mieszkańcami stolicy, w której są zameldowani.
Babsk jest wsią złożoną z kilku ulic rozchodzących się promieniście. Zabudowa wsi to w przeważającej części domy jednorodzinne, ponadto istnieje kilka jednopiętrowych domów 4-rodzinnych, zbudowanych po II wojnie światowej dla pracowników PGR-u. W północnej części osady znajduje się także zabudowa wielorodzinna w postaci paru bloków, także pozostałych po nieistniejącym już PGR-ze. Przy drodze prowadzącej do Wólki Babskiej od lat 90. powstało wiele nowoczesnych domów jednorodzinnych, budowanych przez osoby osiedlające się we wsi.
We wsi znajduje się remiza Ochotniczej Straży Pożarnej, szkoła podstawowa (im. Fryderyka Chopina), restauracja "Leśna" i kilka sklepów spożywczo-przemysłowych oraz zakład przemysłowy – przetwórnia pasz.
W miejscowości znajduje się park oraz położony w jego obecności niewielki zalew, utworzony sztucznie na przepływającej przez Babsk rzeczce – dopływie Białki. Na zalewie tym zbudowano niewielkie molo, służące głównie wędkarzom (obecnie jest ono w złym stanie technicznym).
Dzięki położeniu przy drodze szybkiego ruchu E67 miejscowość posiada bardzo dobre połączenia autobusowe z innymi miejscowościami, zwłaszcza z Rawą Mazowiecką, do której autobusy jeżdżą co ok. 30 min. Dzięki temu duża część miejscowej ludności pracuje poza osadą.

## Historia

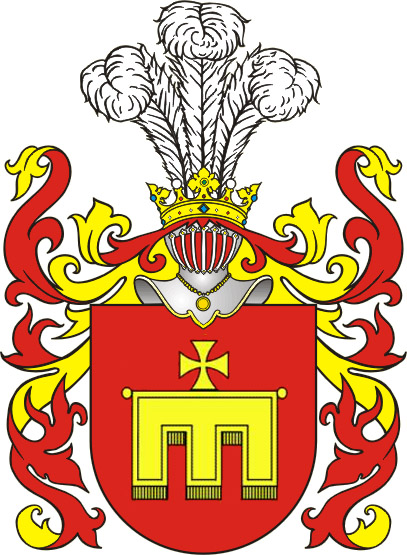
Radwan – herb Babskich – pierwotnych właścicieli wsi, od których wzięła ona swą nazwę.

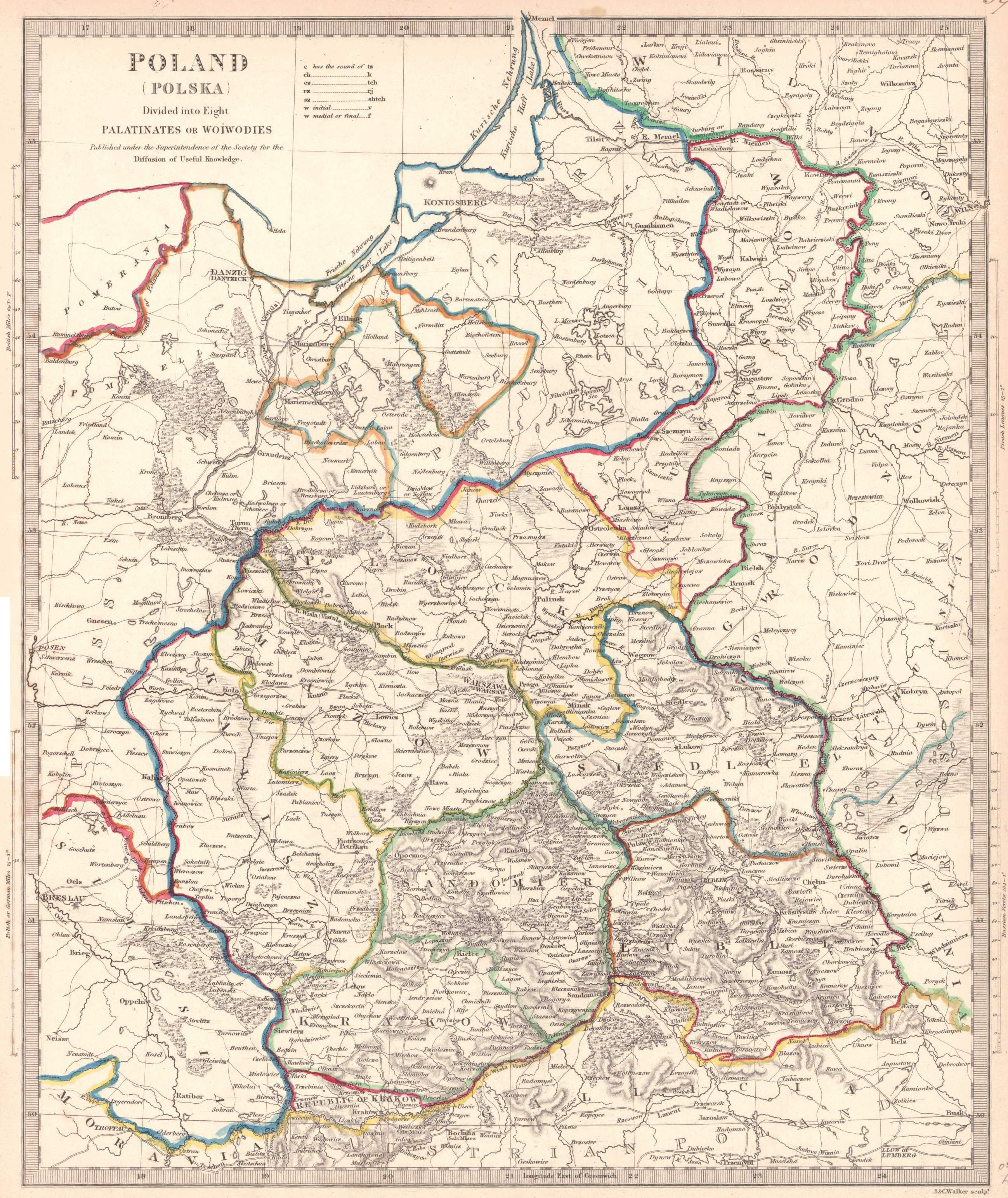
Mapa Królestwa Polskiego (tzw. Kongresowego) z 1831 r., na której zaznaczono położenie Babska

Nazwa wsi pochodzi od nazwiska pierwotnych właścicieli osady – szlacheckiego rodu Babskich. Nazwa ta w przeszłości zapisywana była również jako Babsko.
Babsk założony został prawdopodobnie przed XV w. Pierwsza wzmianka o tej miejscowości pochodzi z 1411 r. Niewykluczone jednak, iż jest to miejscowość znacznie starsza, o czym świadczyć ma wykopane w XIX w. żelazne ostrze włóczni i popielnica. Znaleziska te ówczesny właściciel miejscowości przekazał bliżej nieokreślonemu muzeum w Warszawie.
Pierwsze piśmienne dokumenty odnoszące się do Babska to zapisy w księdze Album Studiosorum Uniwersytetu Krakowskiego:
- 1411 r. – Johannes de Luce de Babsko
- 1420 r. – Gothard Stanislai de Babsko

Obszary, na których znajduje się Babsk były częścią Księstwa Mazowieckiego, a po jego włączeniu do Polski weszły w skład województwa rawskiego. Zarówno w okresie przynależności do państwa mazowieckiego, jak i w okresie, gdy wieś wchodziła bezpośrednio w skład Rzeczypospolitej, osada przechodziła koleje losów typowe dla miejscowości południowo-zachodniego Mazowsza.
Początkowo wieś stanowiła własność rodziny Babskich herbu Radwan, od których nazwiska pochodzi nazwa osady.
Wieś szlachecka Babsko położona była w drugiej połowie XVI wieku w powiecie bielskim ziemi rawskiej województwa rawskiego.
W okresie przedrozbiorowym wieś należała już do dwóch rodzin szlacheckich: ok. połowy nadal stanowiło własność Babskich, zaś reszta znajdowała się w rękach Okęckich. Jeszcze przed rokiem 1800 cała miejscowość przeszła na własność Okęckich. Dobra babskie, należące Jakóba Okęckiego zostały w sekwestr zajęte przez jenerała Ksawerego Dąbrowskiego na mocy rozkazu feldmarszałka armji czynnej Paskiewicza - Erywańskiego w październiku roku 1831. Na początku XX wieku majątek Babsk stał się posiadłością rodziny Glinków. W roku 1945 dwór i należące doń grunty zostały znacjonalizowane.
W latach 1954–1972 wieś należała i była siedzibą władz gromady Babsk. W latach 1975–1998 miejscowość administracyjnie należała do województwa skierniewickiego.
Babsk zawdzięcza swój rozwój korzystnemu położeniu na szlaku handlowym z Piotrkowa do Warszawy, który w XX w. stał się częścią większej trasy, łączącej stolicę ze Śląskiem. Także w XX w. istnienie owego dawnego traktu, stanowiącego obecnie drogę szybkiego ruchu E67, zapobiegło wyludnieniu i upadkowi osady, co spotkało wiele okolicznych miejscowości (m.in. Julianów Raducki i Raducz), a nawet umożliwiło powiększenie liczby mieszkańców.
W 1989 r. w Babsku, w wypadku samochodowym zginął Gaetano Scirea, piłkarz Juventusu.

## Atrakcje

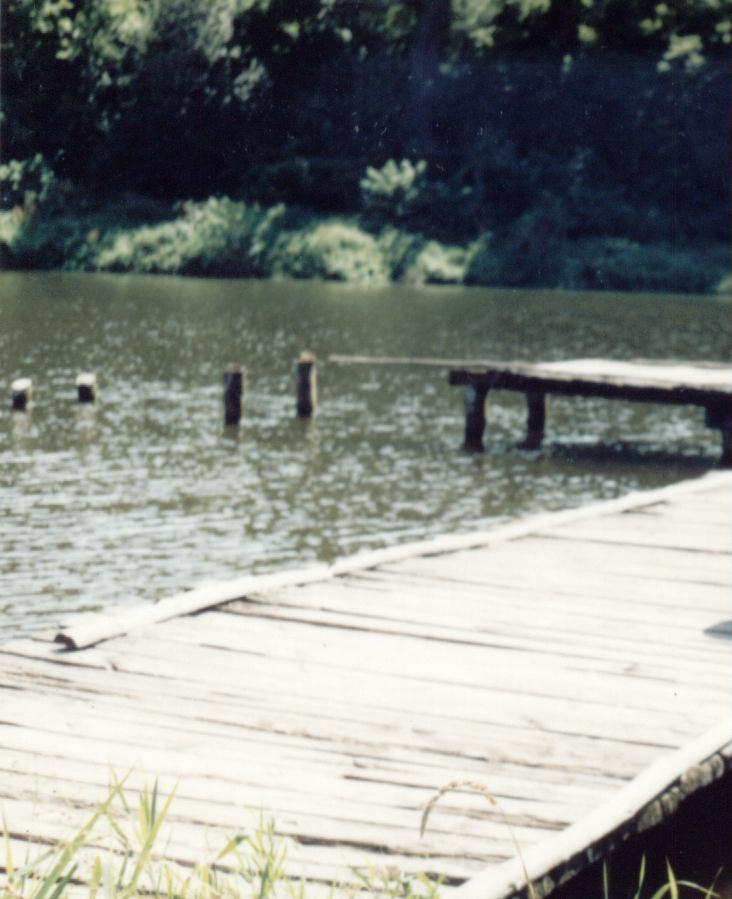
Zalew i molo w Babsku

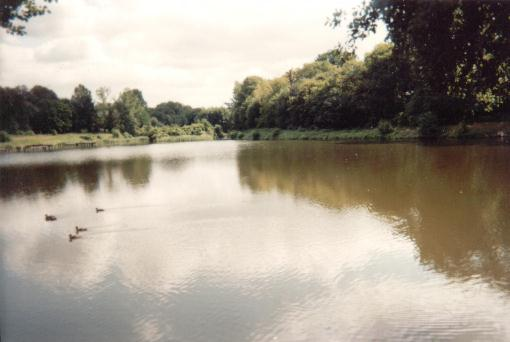
Zalew w Babsku

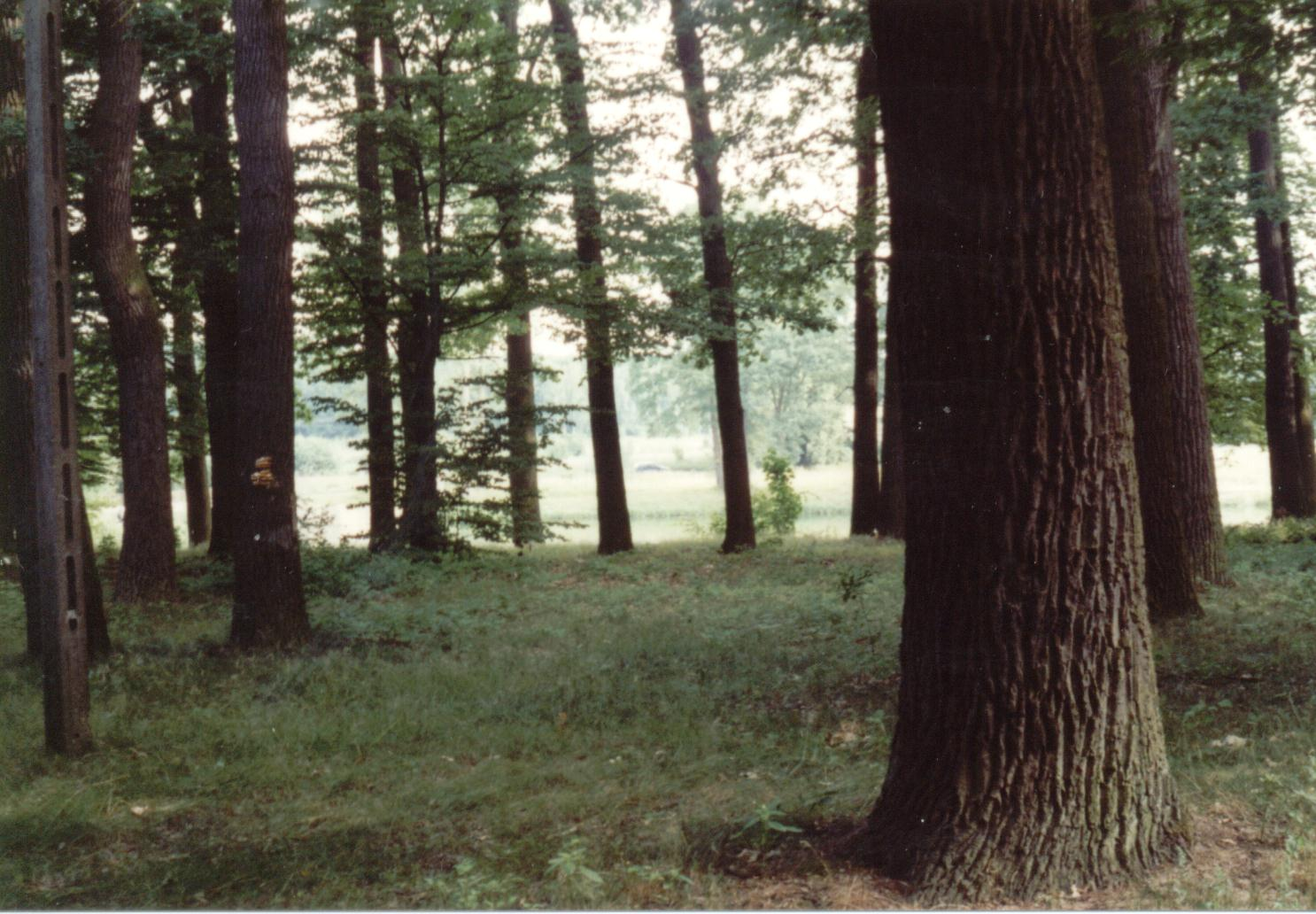
Fragment parku dworskiego

Głównymi atrakcjami w Babsku są miejscowy zalew, służący do kąpieli oraz uprawiania wędkarstwa, a także otaczające osadę tereny zielone, zwłaszcza rezerwat Babsk. Miejscowość stwarza dobre warunki do czynnego i biernego wypoczynku na łonie natury, jednak w samym centrum wsi rekreację utrudnia hałas związany z przebiegającą przez wieś drogą szybkiego ruchu Warszawa – Katowice. W miejscowości odbywają się także dyskoteki.
Poza tym w Babsku znajdują się trzy obiekty o charakterze zabytkowym: zespół zabudowań dworskich, miejscowy kościół oraz cmentarz.

## Zabytki

### Zespół dworski
W Babsku znajduje się zespół zabudowań dworskich zbudowanych w stylu neoklasycystycznym. W jego skład wchodzą: sam dwór oraz zespół zabudowań gospodarczych: murowany spichlerz z charakterystycznym kolumnowym portykiem, wozownia, stajnia i karczma, wszystkie z I poł. XIX wieku. Autorem dworu w Babsku jest architekt Adam Idźkowski, który był także autorem przebudowy warszawskiej Katedry pw. św. Jana.
Dwór usytuowany jest na niewielkim wzniesieniu; budowla ta jest zasadniczo obiektem parterowym, jedynie w części środkowej znajduje się szeroki piętrowy ryzalit.
Wśród zabudowań gospodarczych na uwagę zasługuje spichlerz. Obiekt ten posiada duży portyk i charakterystyczne ściany, podzielone ślepymi arkadami z małymi, prostokątnymi oknami. We frontonie budynku znajduje się data 1833 r. Oznacza ona koniec prac budowlanych, nie wiadomo jednak, czy dotyczy całości majątku, czy jedynie prac nad wznoszeniem spichlerza. Dwór wraz z zabudowaniami znajduje się obecnie w rękach prywatnych. Obiekty te są wpisane do rejestru zabytków.
Zespół dworski otoczony jest parkiem, także z I poł. XIX wieku, przy czym część drzewostanu jest jeszcze starsza i pochodzi z I poł. XVIII wieku. Wśród drzew wyróżniają się zwłaszcza stare dęby, z których niektóre stanowią pomniki przyrody; najokazalsze mają ponad 7m obwodu i ponad 30m wysokości (dokładnie: 7.30m, 7.16m oraz 7.06m obwodu i 25.5, 24.5 i 33m wysokości) i rosną w parku podworskim oraz przy leśniczówce. Park ten także jest wpisany do rejestru zabytków.

### Kościół w Babsku
W Babsku znajduje się murowany, jednonawowy kościół pw. św. Antoniego Padewskiego. Zbudowano go z inicjatywy ówczesnego właściciela wsi – Józefa Okęckiego na miejscu drewnianego kościoła pw. św. Stanisława z 1540 r., który w 1778 r. zawalił się ze starości. Budowa nowej świątyni rozpoczęła się dopiero w 1803 r., gdy spokrewniony z właścicielem Babska biskup Antoni Okęcki sfinansował budowę. Prace budowlane ukończono w 1809 r.; obiekt jest zbudowany w stylu neoklasycystycznym. Kościół stoi na wzniesieniu i otoczony jest murem, w którym znajdują się 4 kapliczki. Prowadzi do niego wysadzana lipami aleja, obecnie stanowiąca część szosy do Białej Rawskiej.
Obok świątyni znajdują się pochodzące z I poł. XIX w. murowane plebania i dzwonnica. Wnętrze jest dość ciemne z powodu małych okien. Nawa kościoła zbudowana jest na planie prostokątnym, z węższym, kwadratowym prezbiterium. W kościele znajdują się trzy ołtarze oraz nietypowa ambona w kształcie łodzi z orłem na dziobie, a jak również XVIII-wieczny obraz Matki Boskiej z Dzieciątkiem oraz organy, także pochodzące z XVIII wieku. Nad wejściem do zakrystii wisi portret fundatora budowli – biskupa Antoniego Okęckiego. Kościół posiada podłogę wykonaną z drewna modrzewiowego.
Zarówno sam kościół, jak i dzwonnica oraz plebania, a także otaczające ten zespół zabudowań murowane ogrodzenie wraz z kapliczkami wpisane są do rejestru zabytków.
Parafia św. Antoniego Padewskiego, której kościołem parafialnym jest Kościół św. Antoniego Padewskiego w Babsku. Parafia obejmuje miejscowości:
Babsk, Franopol, Julianów Raducki, Raducz, Studzianek oraz Wólka Babska.

### Cmentarz w Babsku

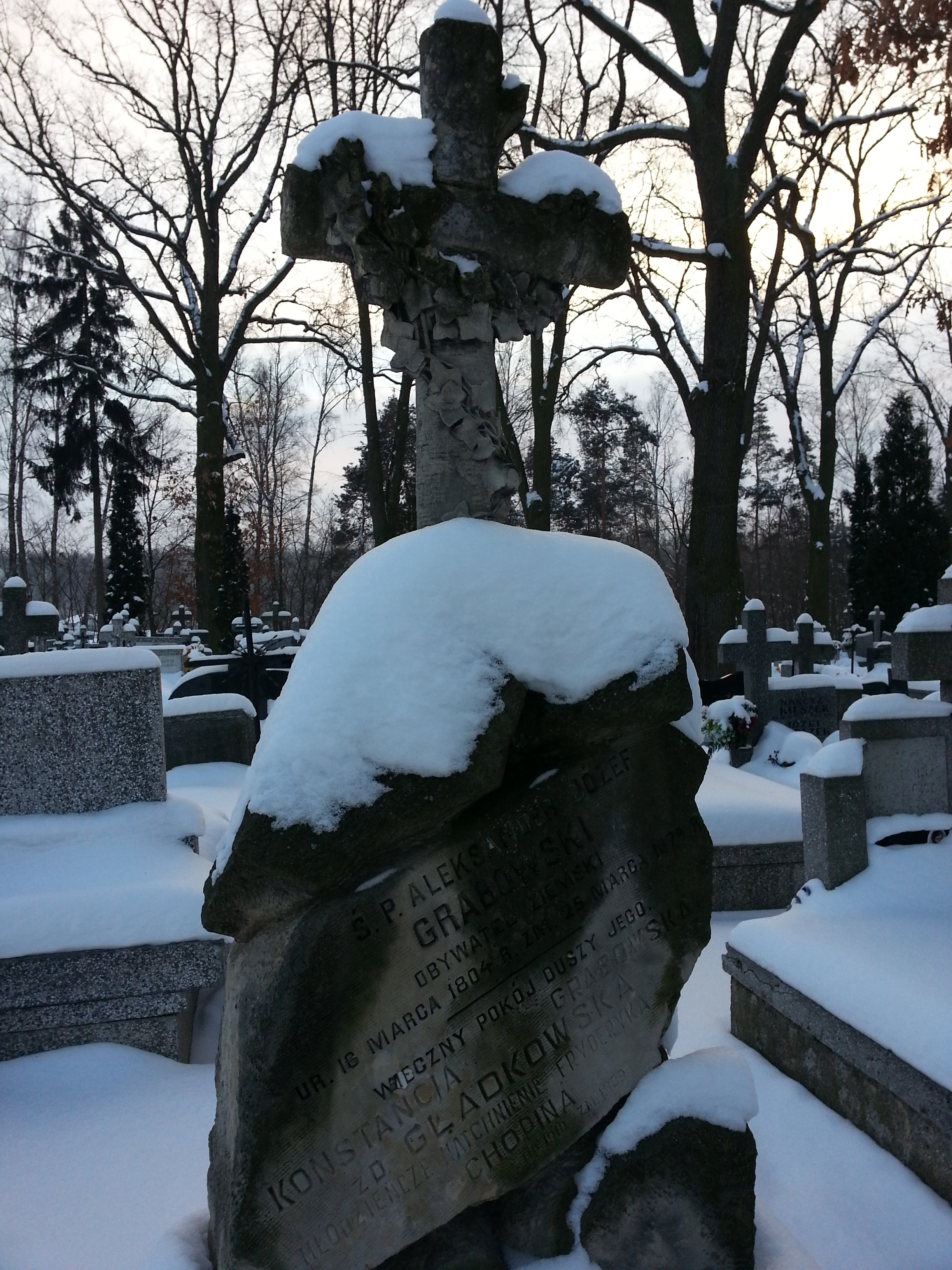
Grób Konstancji Gładkowskiej w Babsku

Miejscowy cmentarz parafialny założony został jeszcze na pocz. XIX w. Leży on w odległości ok. 300 m od kościoła, obok szosy, przy której rosną 100-letnie lipy. Nekropolia jest otoczona ceglanym murem; zajmuje ona niewielką powierzchnię. Na terenie cmentarza znajduje się m.in. grób Konstancji Gładkowskiej (z domu Grabowskiej) (1810-1889) – śpiewaczki operowej, młodzieńczej miłości Chopina (który jest patronem miejscowej szkoły). Na jej skromnym nagrobku wyryty jest napis:
Konstancja Grabowska z d. Gładkowska
Młodzieńcze natchnienie Fryderyka Chopina
1810-1889
Na cmentarzu w Babsku znajdują się także inne zabytkowe XIX-wieczne nagrobki. Teren nekropolii porośnięty jest kilkudziesięcioletnimi drzewami, głównie dębami.
Cały obiekt uznany jest za zabytek.

### Rosyjski cmentarz wojskowy

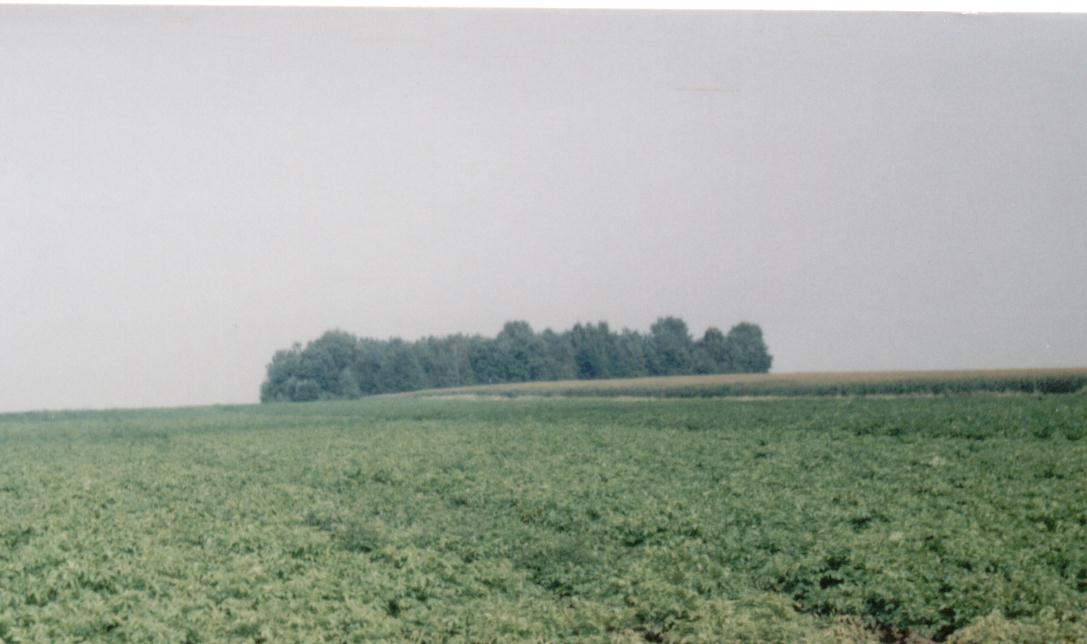
Cmentarz żołnierzy rosyjskich

W okresie stacjonowania w sąsiednim Raduczu garnizonu rosyjskiego (do 1914 r.), ok. kilometra na północ od Babska znajdował się niewielki rosyjski cmentarz wojskowy. Cmentarz uznawano za leżący w Raduczu z uwagi na to, że w tej wsi znajdowała się jednostka wojskowa, jednak geograficznie nekropolia leżała znacznie bliżej Babska niż Raducza. Na cmentarzu tym grzebani byli żołnierze carscy zmarli w czasie odbywania służby wojskowej, zaś w 1914 r. pochowano tam także żołnierzy poległych w trwających w okolicy walkach. Do wojny na terenie nekropolii znajdowała się niewielka cerkiew. W trakcie działań wojennych w 1914 r., będących częścią tzw. bitwy na Rawką, podczas niemieckiego ostrzału artyleryjskiego, świątynia ta została całkowicie zniszczona, a sam cmentarz w znacznym stopniu zdewastowany. Nagrobków nigdy nie naprawiono. Jeszcze w latach 60. na terenie tym można było odnaleźć resztki kamiennych nagrobków z napisami wykonanymi cyrylicą; w latach 90. nie było już po nich żadnego śladu.
Na miejscu cmentarza znajduje się obecnie zbiorowisko drzew i zarośli, tak gęste, iż wejście na teren dawnej nekropolii jest praktycznie niemożliwe. Obszar dawnego cmentarza leży wśród pól uprawnych należących do Babska i wyróżnia się z okolicy, gdyż jest jedynym w promieniu ok. 1-2 km skupiskiem drzew i krzewów.

## Rezerwat przyrody Babsk

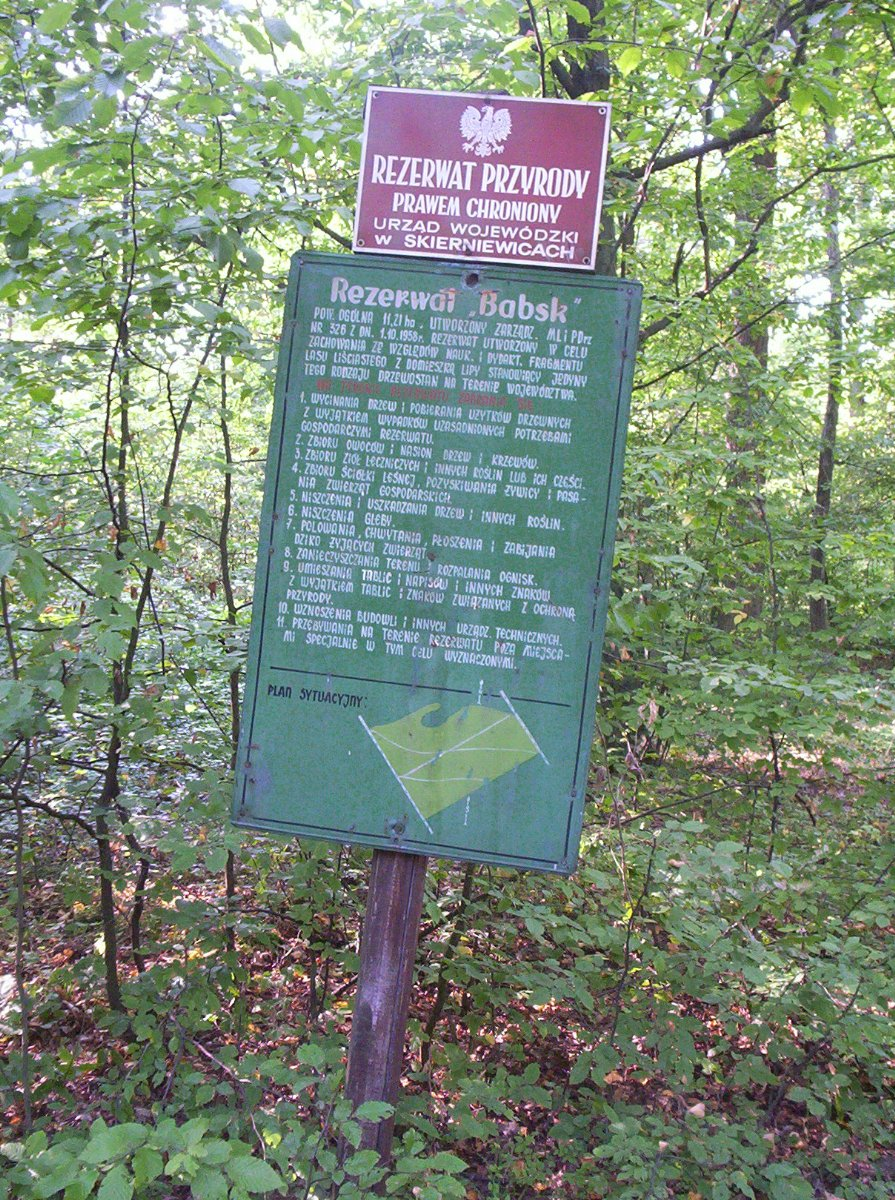
Tablica informacyjna rezerwatu

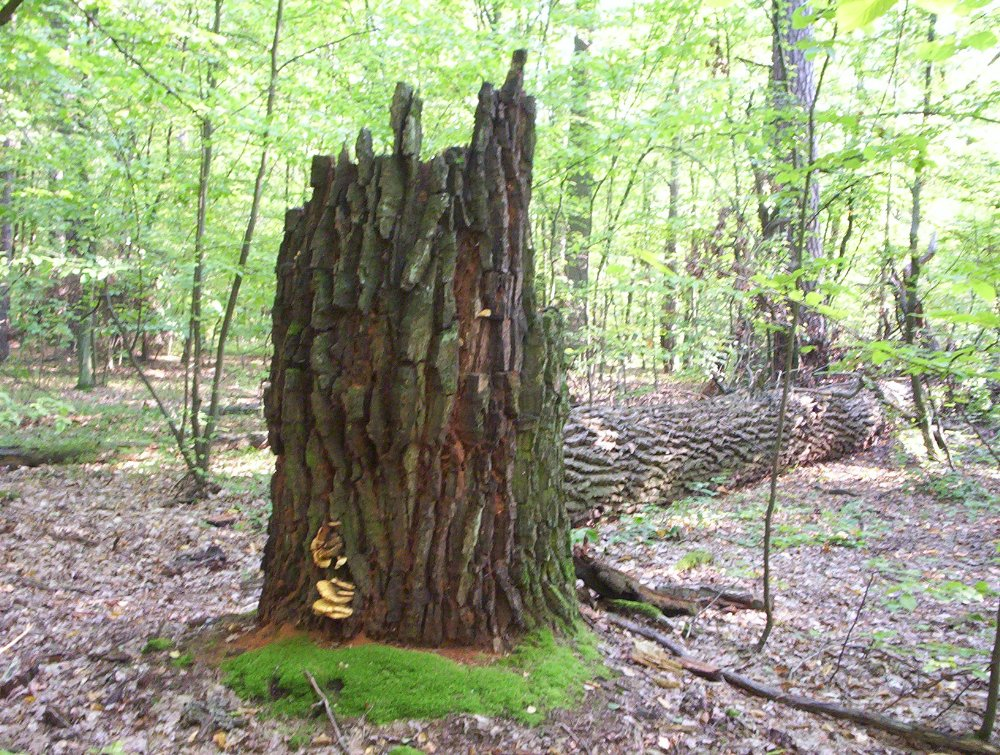
Złamany dąb

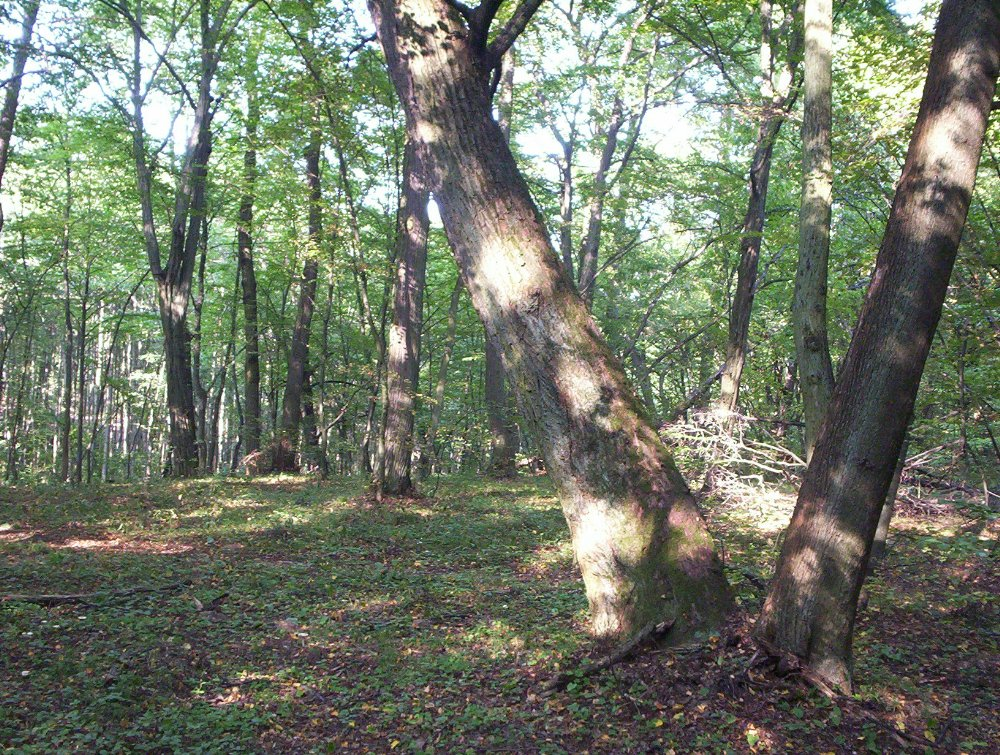
Fragment rezerwatu

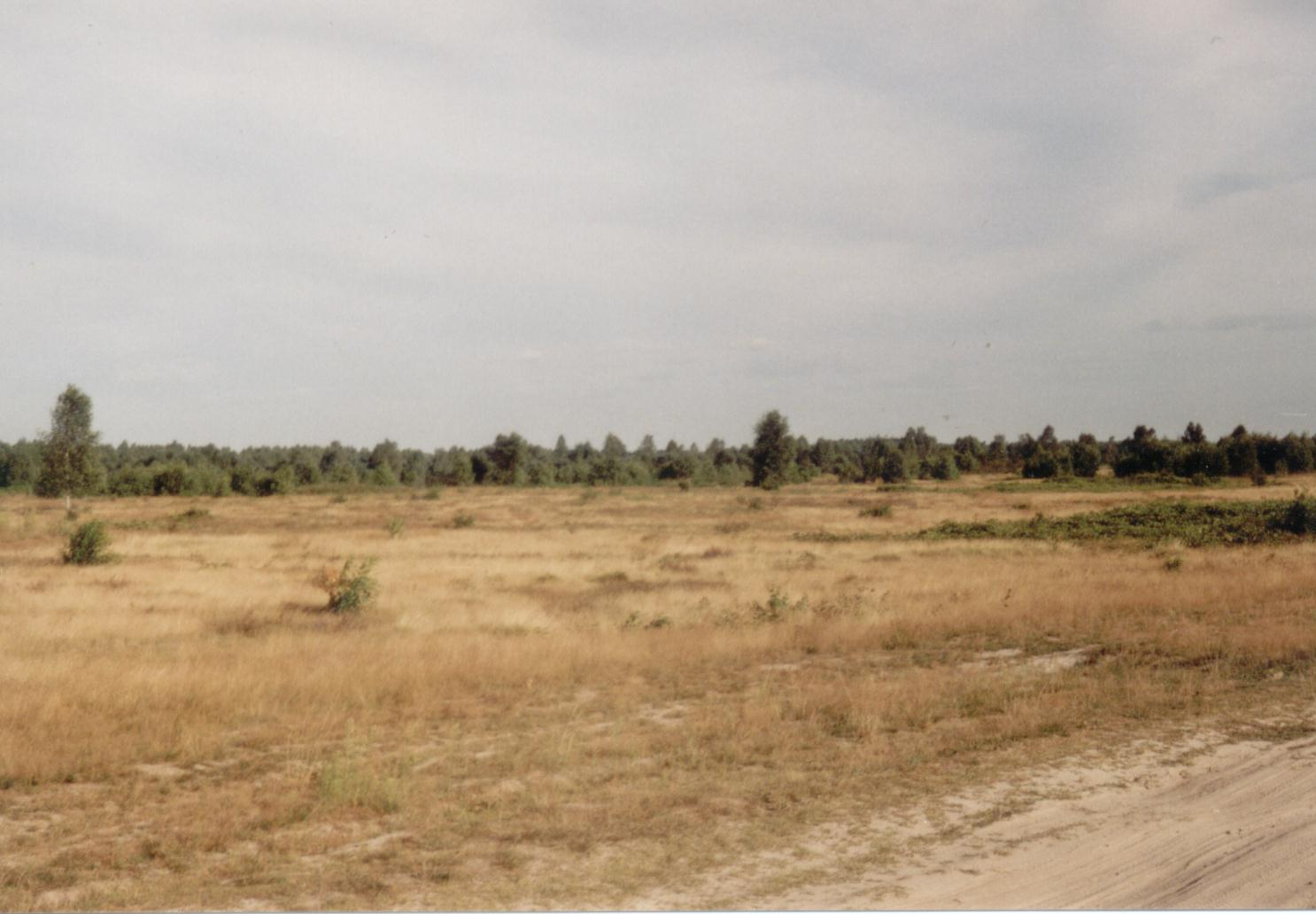
Poligon wojskowy w Raduczu. Na tym terenie powstanie ewentualne lotnisko (stan z 1999 r., od tej pory obszar ten w znacznym stopniu zarósł krzakami i drzewami)

Rezerwat przyrody „Babsk”, położony ok. 0,5 km od wsi zajmuje powierzchnię 10,97 ha. Utworzony został 1958 r. przez wyodrębnienie fragmentu lasu z otaczającego wieś od północnego zachodu kompleksu leśnego. Powstanie rezerwatu miało na celu zapewnienie ochrony starego drzewostanów liściastego z domieszką lipy. Jest jednym z niewielu tego typu drzewostanem w centralnej Polsce. W rezerwacie rosną głównie dęby szypułkowe w wieku 100-160 lat, które osiągają w obwodzie osiągają 2 metry (stanowią one ok. 50% drzewostanu), a także lipy drobnolistne w podobnym wieku (które jednak mają mniejsze rozmiary obwodu pnia – tylko 100-140 cm), a ponadto graby, sosny i brzozy.
Zarówno na terenie rezerwatu, jak i otaczających go terenów leśnych nie objętych ochroną rezerwatową występują także liczne inne gatunki drzew, jak również krzewów, roślin zielnych i mchów.
Z fauny spotkać można m.in. zające, sarny, dziki, lisy, bociany, dzikie kaczki oraz liczne inne gatunki drobnych ssaków (ryjówki, jeże i in.), i ptaków (dzięcioły, kukułki), a także gady (jaszczurki, zaskrońce) i płazy (żaby, traszki i ropuchy).
Przepływająca przez rezerwat rzeczka, będąca dopływem Białki, stanowi środowisko życia dla drobnych ryb, a jej bliskość umożliwia życie i rozwój licznych gatunków owadów oraz wspomnianych płazów.
Zdaniem lekarzy mikroklimat rezerwatu korzystnie wpływa na stan zdrowia osób ze schorzeniami dróg oddechowych.
W kompleksie leśnym w którym leży rezerwat, ale już poza jego granicami przepływa rzeka Białka.

## Koncepcje budowy lotniska
W związku z planowaną budową nowego lotniska międzynarodowego – Babsk proponowany był w 2003 jako jedna z siedmiu możliwych lokalizacji tej inwestycji. Propozycja ta oceniona na 3–4. miejscu (na równi z Sochaczewem, za Modlinem i Mszczonowem). Taka ocena oznacza, iż koncepcja powstania lotniska w Babsku została wstępnie odrzucona, choć lokalni politycy nadal podejmują starania w tej sprawie, jako że formalna decyzja dotycząca miejsca budowy jeszcze nie zapadła. W 2006 pojawiła się nowa nadzieja na powstanie portu lotniczego w Babsku, a to za sprawą rządu hiszpańskiego, który przeznaczył 550 000 euro na wykonanie nowych analiz dotyczących lokalizacji lotniska (poprzednie analizy preferowały Modlin). Ewentualne lotnisko miałoby powstać na północ od osady, na obecnych gruntach rolnych i nieużytkach, a także na należącym do sąsiedniego Raducza nieużywanym poligonie wojskowym.